# Hypancistrus inspector
Hypancistrus inspector är en fiskart som beskrevs av Jonathan W. Armbruster 2002. Hypancistrus inspector ingår i släktet Hypancistrus och familjen Loricariidae. Inga underarter finns listade i Catalogue of Life.